# Mickey (film 1918)
Mickey è un film muto del 1918 diretto da James Young e F. Richard Jones. Sceneggiato da J.G. Hawks, aveva come protagonista (e produttrice) Mabel Normand.
Fu il film col maggiore incasso nell'anno 1918.

## Trama
In California, in una zona di giacimenti auriferi, Mickey, dopo essere rimasta orfana, è stata cresciuta da Joe, il socio del padre morto e da Minnie, una vecchia indiana. La ragazza, un vero maschiaccio, passa il tempo a mettersi sempre nei guai. Un giorno conosce Herbert Thornhill, un ricco newyorkese che si trova nell'Ovest per affari. La ragazza, però, lascia la California quando viene invitata nella lussuosa tenuta di Long Island da sua zia, la signora Drake. Quest'ultima, una donna socialmente ambiziosa ma senza un soldo, pensa di approfittare di Mickey, proprietaria di una miniera d'oro, ma quando il vecchio Joe le spiega che la miniera non vale niente, resta delusa e costringe la nipote a servire in casa come domestica. Credendo che Mickey lo abbia lasciato, Herbert si fidanza con Elsie, la figlia della signora Drake mentre, invece, la povera Mickey deve guardarsi dalle sgradite attenzioni di Reggie Drake. Una sera, sfuggendo al suo persecutore, la ragazza urta Herbert: i due finalmente hanno una spiegazione che li porta a riprendere la loro relazione. Ma Herbert è fidanzato: quando però il suo avvocato gli annuncia che ha perso la sua fortuna, Elsie rompe il fidanzamento con lui. I piani di Reggie per rovinare Herbert e per forzare Mickey a sposarlo vanno in fumo e i due innamorati partono per l'Ovest, lasciandosi dietro la sofisticata vita di New York con i suoi intrighi.

## Produzione

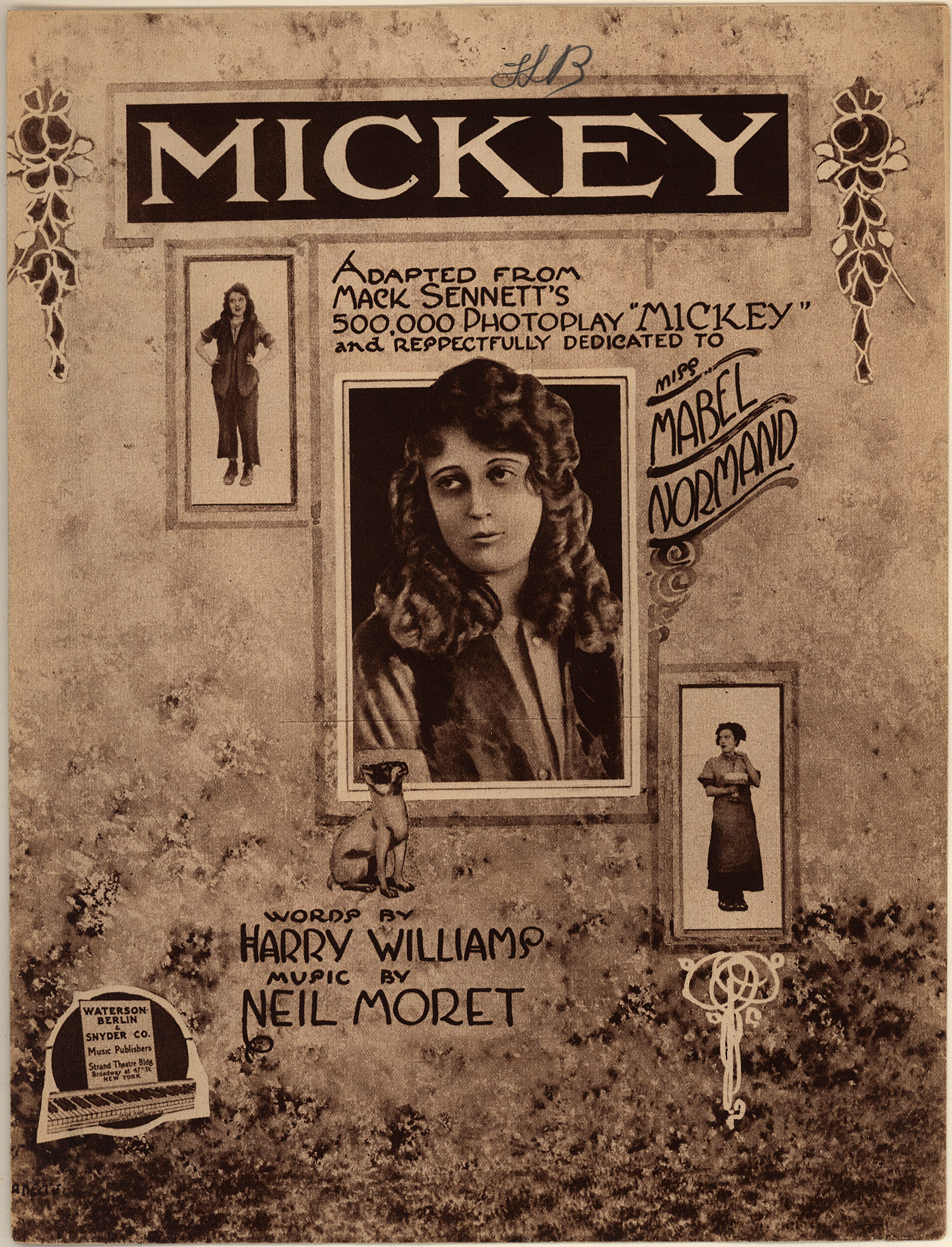
Copertina del disco

Il film fu prodotto dalla Mabel Normand Feature Film Company con un budget di 250.000 dollari.
Venne girato in California, a Big Bear Lake, Big Bear Valley, San Bernardino National Forest e al 24th Street, Los Angeles. Le prove del film iniziarono il 15 maggio 1916, ma presto le riprese furono interrotte per una malattia che colpì Mabel Normand tanto che il film fu completato solo nel 1917.
Una canzone intitola Mickey, parole di Harry Williams, musica di Neil Moret, venne pubblicata da Daniels & Wilson all'inizio del 1918 e fu usata come tema della colonna sonora.

## Distribuzione

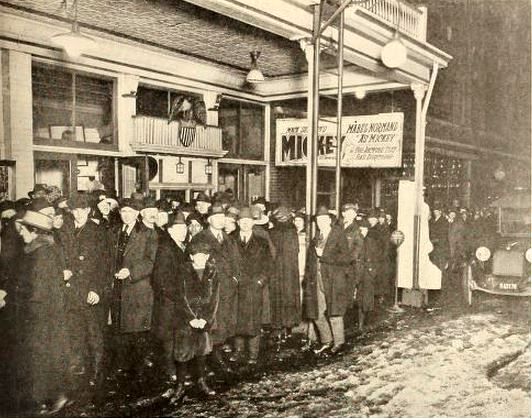
Coda per vedere il film (Garden Theater a Flint, Michigan)

Nel 1918, i diritti mondiali del film appartenevano alla Western Import Co. che, nel luglio di quell'anno, affidò la distribuzione alla W. H. Productions Co., facendolo uscire in sala l'11 agosto 1918.
Il film venne rieditato, in una versione ampliata, e distribuito negli USA dalla Film Booking Offices of America, Incorporated.
Mickey fu il più grande successo del 1918: il film, costato 250.000 dollari, ebbe - calcolando la distribuzione mondiale - un ritorno di 8.000.000 di dollari.
La pellicola esiste sia nella versione originale che in quella della FBO ed è stata commercializzata in VHS e in DVD.